# Стрела-10
9К35 «Стрела-10» (по классификации МО США и НАТО — SA-13 Gopher (рус. Суслик)) — советский зенитно-ракетный комплекс (ЗРК) для сухопутных войск.
ЗРК предназначен для контроля воздушного пространства с помощью оптико-электронной системы (на ранних версиях — при помощи оптического визира) и уничтожения обнаруженных воздушных целей на малых высотах. Принят на вооружение ВС Союза ССР в 1976 году.

## История
24 июля 1969 года, в соответствии с постановлением ЦК КПСС и Совета министров СССР, была начата разработка комплекса 9К35  «Стрела-10СВ». Комплекс создавался в Конструкторском бюро точного машиностроения путём последовательной модернизации и модификации ЗРК 9К31 «Стрела-1».
С января 1973 года по май 1974 года ЗРК «Стрела-10СВ» прошёл совместные испытания на полигоне. По результатам испытаний встал вопрос о целесообразности принятия на вооружение этого комплекса. По мнению представителей ГРАУ и разработчиков ЗРК соответствовал всем предъявленным требованиям. Однако, по мнению председателя комиссии и представителей полигона, комплекс не отвечал всем предъявляемым требованиям. Претензии предъявлялись к зенитной управляемой ракете (ЗУР) в части вероятности поражения цели одной ракетой при использовании инфракрасного (во всей зоне поражения) и фотоконтрастного (на встречных курсах, вдогон на высотах до 100 метров и более 2 000 метров) каналов. Была подвергнута сомнению надёжность функционирования боевой машины (БМ) и ракеты 9М37. Были замечания по размещению аппаратуры и удобству ведения работы боевым расчётом. В результате, было принято компромиссное решение, ЗРК 9К35 был рекомендован к принятию на вооружение после устранения замечаний. К 1976 году замечания были устранены и комплекс прошёл повторные испытания на полигоне, после чего был принят на вооружение.

## Состав
В состав зенитно-ракетного комплекса войсковой ПВО входит:

### Боевая машина 9А35

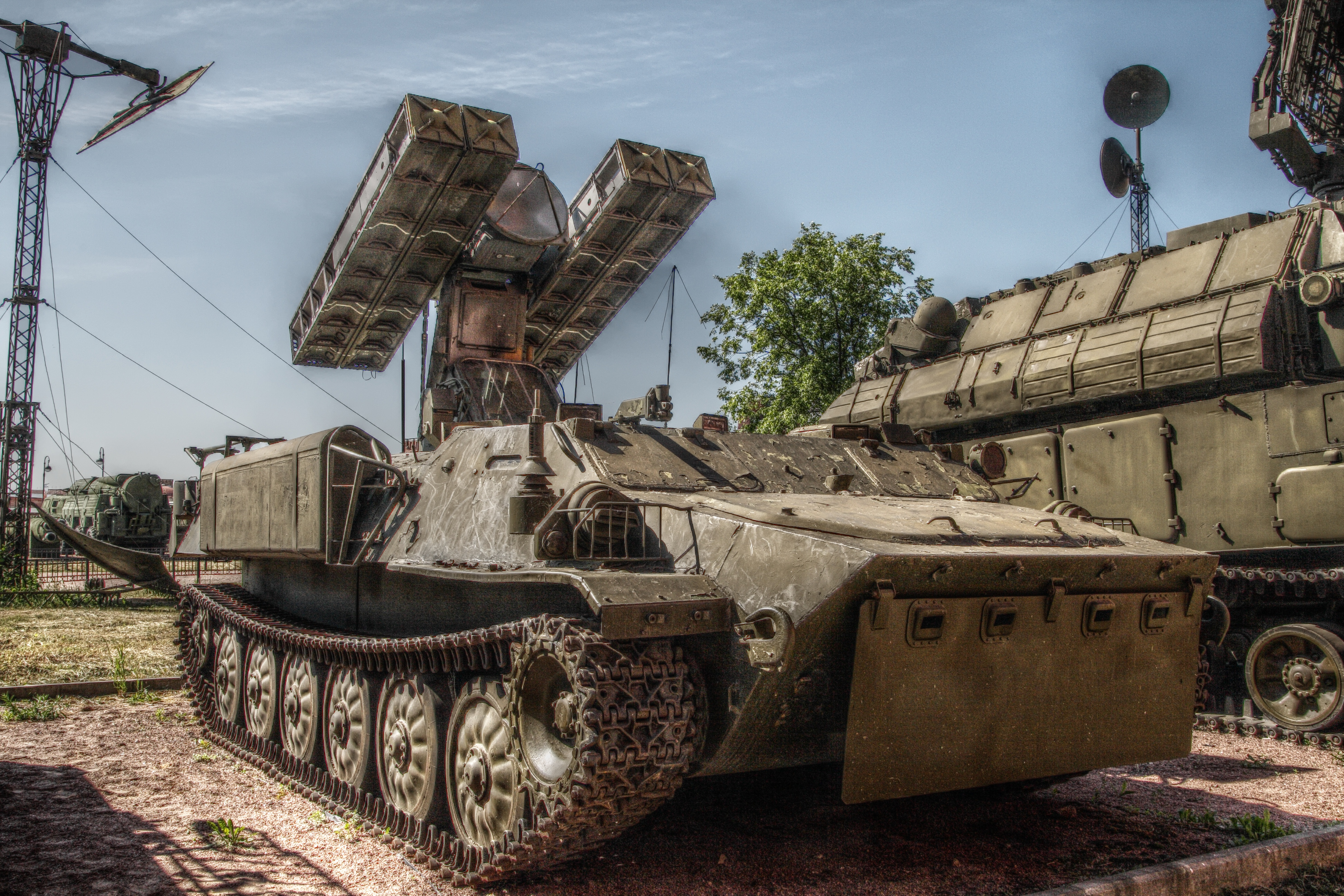
Боевая машина 9А35 «Стрела-10» в Артиллерийском музее в Санкт-Петербурге

Основным элементом комплекса является боевая машина. БМ создана на базе МТ-ЛБ. Отличием по сравнению с ЗРК 9К31 «Стрела-1» является увеличенный боекомплект (4 ЗУР на пусковой установке и 4 дополнительных ракеты в боевом отделении машины), оснащение электроприводами механизмов наведения ПУ на цель, 7,62 пулемёт ПКТ для обороны.
Машина обладает низким удельным давлением на грунт, что позволяет ей двигаться по дорогам с низкой несущей способностью, по болотам, снежной целине, песчаной местности, кроме того машина может плавать. Ходовая часть имеет независимую торсионную подвеску, обладает хорошей манёвренностью и обеспечивает высокую плавность хода, благодаря этому увеличивается точность стрельбы и долговечность пусковой установки. Помимо 4 ЗУР, размещённых на пусковой установке, боевая машина позволяет перевозить дополнительно 4 ракеты в корпусе.

### ЗУР 9М37
В качестве основного вооружения используется твердотопливная зенитная ракета 9М37. Ракета выполнена по схеме «утка». Головка самонаведения работает в двухканальном режиме и обеспечивает наведение по методу пропорциональной навигации. В качестве основного используется фотоконтрастный режим. В качестве запасного используется режим инфракрасного наведения, который обеспечивает обстрел целей в условиях помех, на встречных и догонных курсах. При использовании ИКГСН для её охлаждения расходовался жидкий азот, находящийся в корпусе контейнера ракеты, в связи с этим слежение за целью выполнялось только в фотоконтрастном режиме, и уже непосредственно перед пуском ракеты оператор-наводчик принимал решение о дополнительном использовании ИКГСН в зависимости от условий наличия визуальных помех. Если ИКГСН была использована, но пуск был отменён, то повторно ИКГСН использовать уже было нельзя из-за отсутствия азота. Сзади крыльев установлены элероны, с помощью которых осуществляется ограничение угловой скорости вращения ракеты.
По сравнению с ЗУР 9М31, на 9М37 установлена более эффективная боевая часть стержневого типа, снабжённая неконтактным и контактным взрывателем. В случае промаха ракета самоуничтожалась.

### Аппаратура оценки зоны 9С86 (АОЗ)
Для определения положения цели и автоматического расчёта углов для упреждающего пуска ЗУР в комплексе 9К35 используется аппаратура оценки зоны, представляющая радиодальномер миллиметрового диапазона и счётно-решающее устройство.

## Модификации

### 9К35М «Стрела-10М»
Основным отличием комплекса от базового варианта являлось наличие новых головок самонаведения ракет 9К37М. Новая ГСН выбирала цели по траекторным признакам, что заметно снижало эффективность помех-ловушек.

### 9К35М2 «Стрела-10М2»
Комплекс создан по решению ГРАУ и МОП. Причиной стала необходимость повышения степени автоматизации боевой работы комплекса. Основным отличием являлось наличие аппаратуры автоматизированного приёма и реализации целеуказания от батарейного командирского пункта ПУ-12М, от пункта управления начальника ПВО полка и от РЛС обнаружения. На боевую машину по бокам были установлены поплавки из пенополиуретана для возможности преодоления водных преград с полным комплектом ЗУР и пулемётом. Комплекс был принят на вооружение в 1981 году.

### 9К35М3 «Стрела-10М3»

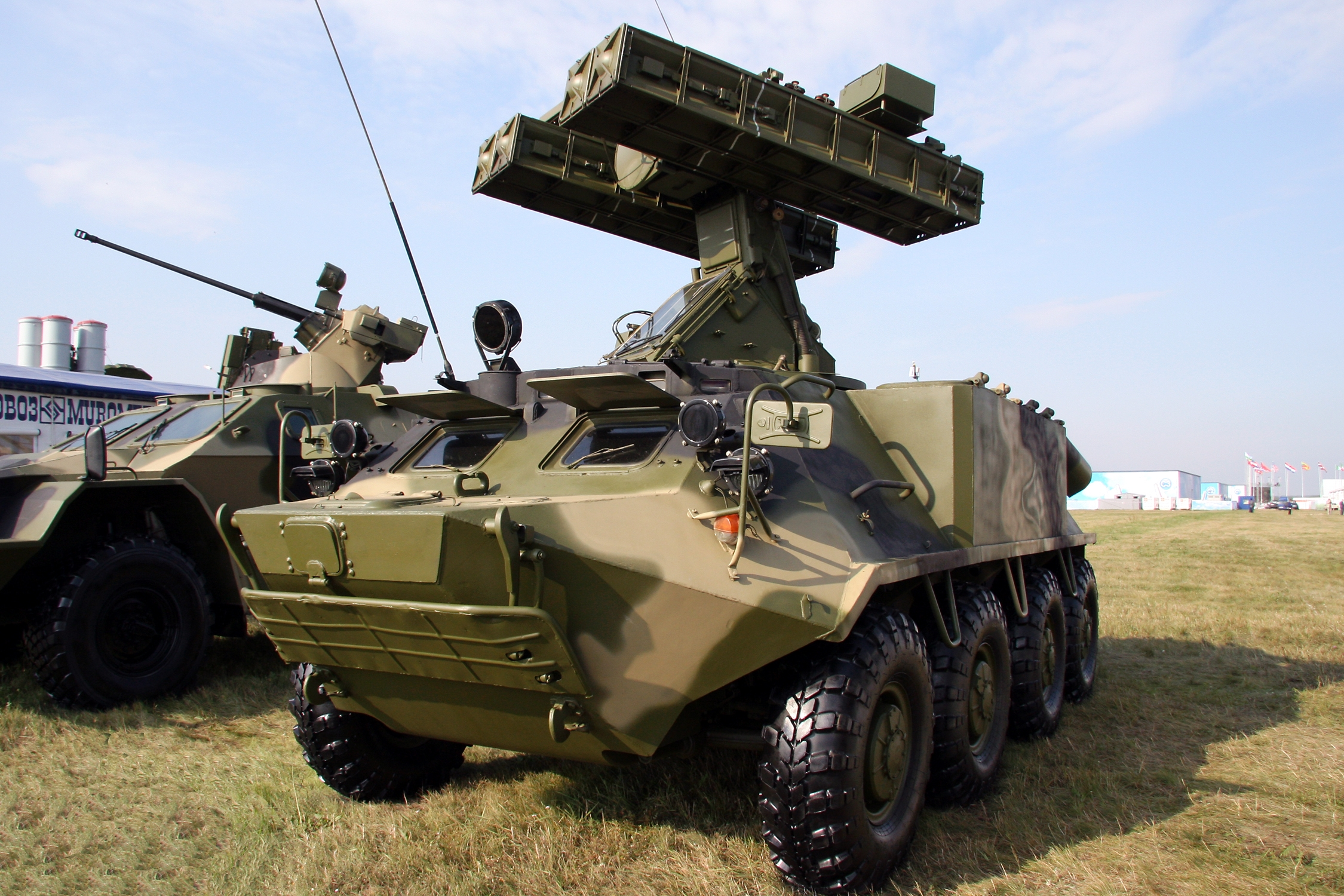
Боевая машина 9А35М3-К «Стрела-10М3-К». Колёсный вариант на базе БТР-60.

По решению Совета министров СССР от 1 апреля 1983 года была начата разработка дальнейшей модернизации ЗРК «Стрела-10». Новый комплекс должен был более эффективно вести борьбу с визуально видимыми низколетящими самолётами, вертолётами, с места и при коротких остановках в обстановке интенсивных оптических помех. В 1989 году, после испытаний, комплекс был принят на вооружение, так как удовлетворял всем предъявленным требованиям.
Зона поражения:
- по высоте: от 25 до 3500 м
- по дальности: от 800 до 5000 м

Вероятность поражения цели 1 ракетой: 0,3-0,6
См. также: Сосна (ЗРК)

### 9К35М4 «Стрела-10М4»
В составе комплекса тепловизионная система, АСЦ. Спектральный диапазон тепловизионного канала составляет 3—5 мкм. ЗРК позволяет вести огонь по принципу «выстрелил-забыл». Вооружение состоит из 8 ЗУР 9М333 (9М37М, 9М37МД). Скорость поражаемых целей до 420 м/с.

### «Стрела-10МН»

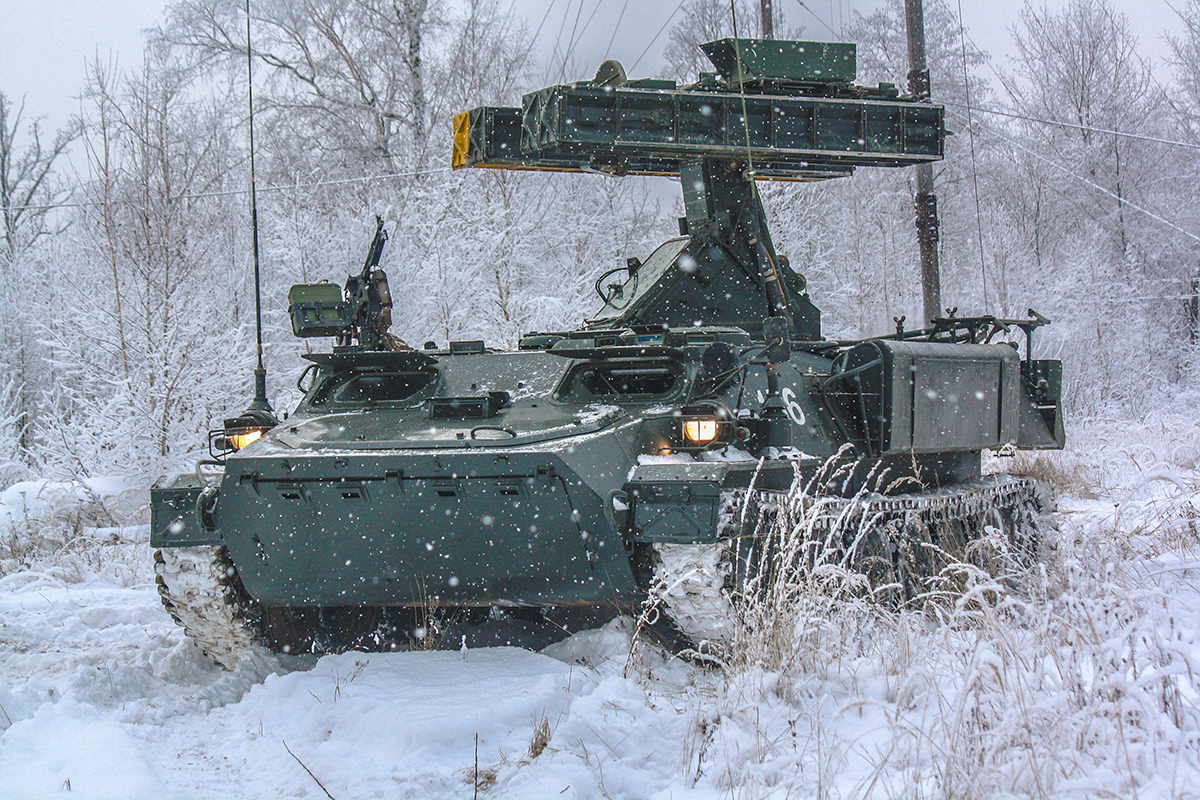
Стрела-10МН 1-го гв. зенитного ракетного полка 106-й гв. вдд. 21 декабря 2018 года.

Российская модификация, разработанная АО «КБ точного машиностроения имени А. Э. Нудельмана» для модернизации комплексов «Стрела-10М», «Стрела-10М2» и «Стрела-10М3». На комплекс установлена тепловизионная система, автомат захвата и сопровождения цели и блок сканирования. Поставляется в ВПВО СВ и в ВДВ с 2015 г.

### «Стрела-10Т»
Белорусская модификация, разработанная НПО «Тетраэдр» на базе «Стрела-10М2». На комплекс установлена оптико-электронная система ОЭС-1ТМ, цифровая вычислительная система и аппаратура навигации GPS. Комплекс может быть размещён на колёсном шасси.

### «Стрела-10БМ2»

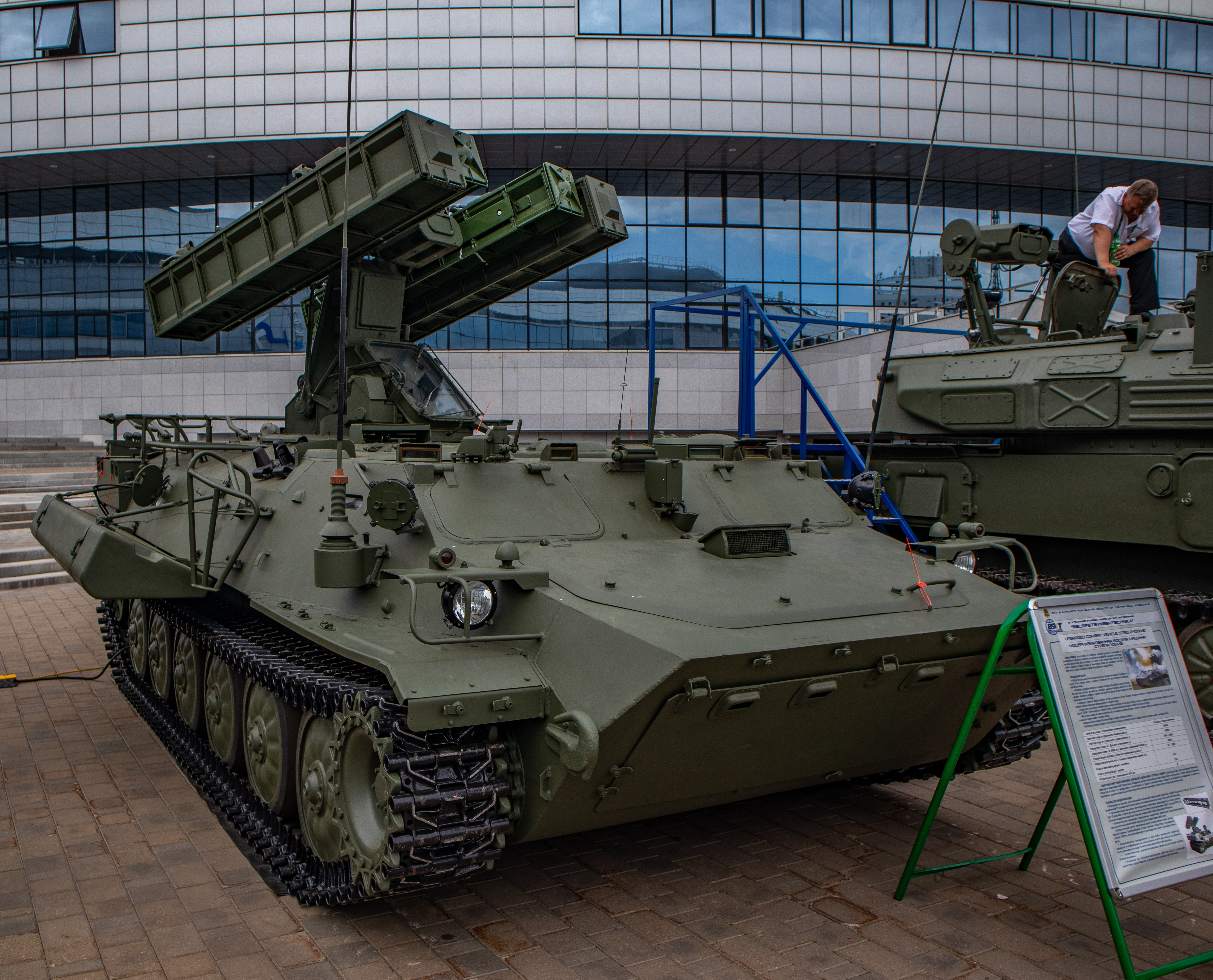
Стрела-10БМ2

Белорусская модификация, разработанная ООО «БСВТ - новые технологии» на шасси МТ-ЛБ, оснащена четырёхканальной (узкое и широкое поля зрения) тепло-телевизионной оптико-электронной станцией (ОЭС) «Стриж-М2», которая обеспечивает боевой машине возможность круглосуточной работы (днём и ночью) в условиях недостаточной видимости. Дальность обнаружения целей, типа вертолёт или штурмовик составляет не менее 20 000 метров, а распознавания — от 7 000 до 10 000 метров. Использование пассивной системы обнаружения, сопровождения и наведения позволяет ЗРК «Стрела-10БМ2» иметь высокую радиолокационную скрытность. Зенитный ракетный комплекс вооружён двумя типами ракет с полуактивной и пассивной головками самонаведения, что даёт возможность не только поражать различные типы целей, в том числе беспилотные летательные аппараты, но и делает малоэффективным использование воздушным противником бортовых средств радиоэлектронной защиты. Наличие в ЗРК «Стрела-10БМ2» приёмопередатчиков ГЛОНАСС/GPS, геомагнитного датчика и цифрового датчика пути сокращает подготовку боевой машины к работе более чем в семь раз по сравнению с 9К35М «Стрела-10М». Помимо того, зенитный ракетный комплекс оснащён цифровой радиостанцией Р-181-50Т, которая обеспечивает уверенную связь в сложной помеховой обстановке. Диапазон рабочих частот радиостанции от 30 до 108 МГц.

### «Стрела-10CROA1»
Хорватская модификация Стрелы-10 система смонтирована на бронированном шасси грузовика ТАМ-150 с колесной формулой 6x6, что обеспечивает несколько более практичное использование. Эта переделка стала результатом полной нехватки агрегатов МТ-ЛБ во время Хорватской войны за независимость и на которых обычно устанавливались эти системы. Сегодня Хорватия имеет на вооружении как минимум 9 систем этого типа. Однако как минимум 3 единицы сейчас устанавливаются на ранее упомянутые бронетранспортеры МТ-ЛБ.
Система до сих пор производится и разрабатывается хорватскими фирмами и до сих пор активно продается на экспорт. Согласно долгосрочному плану обороны, к 2012 году для хорватских вооруженных сил должны быть произведены еще три единицы, но это число может увеличиться. Новые агрегаты подлежат дальнейшей модернизации и будут включать в себя дополнительные усовершенствования, которые будут внедрены во все существующие системы. После завершения строительства всех агрегатов С-10CRO будут интегрированы в корпуса значительно более современных БТР Patria AMV.

### ЗУР 9М333

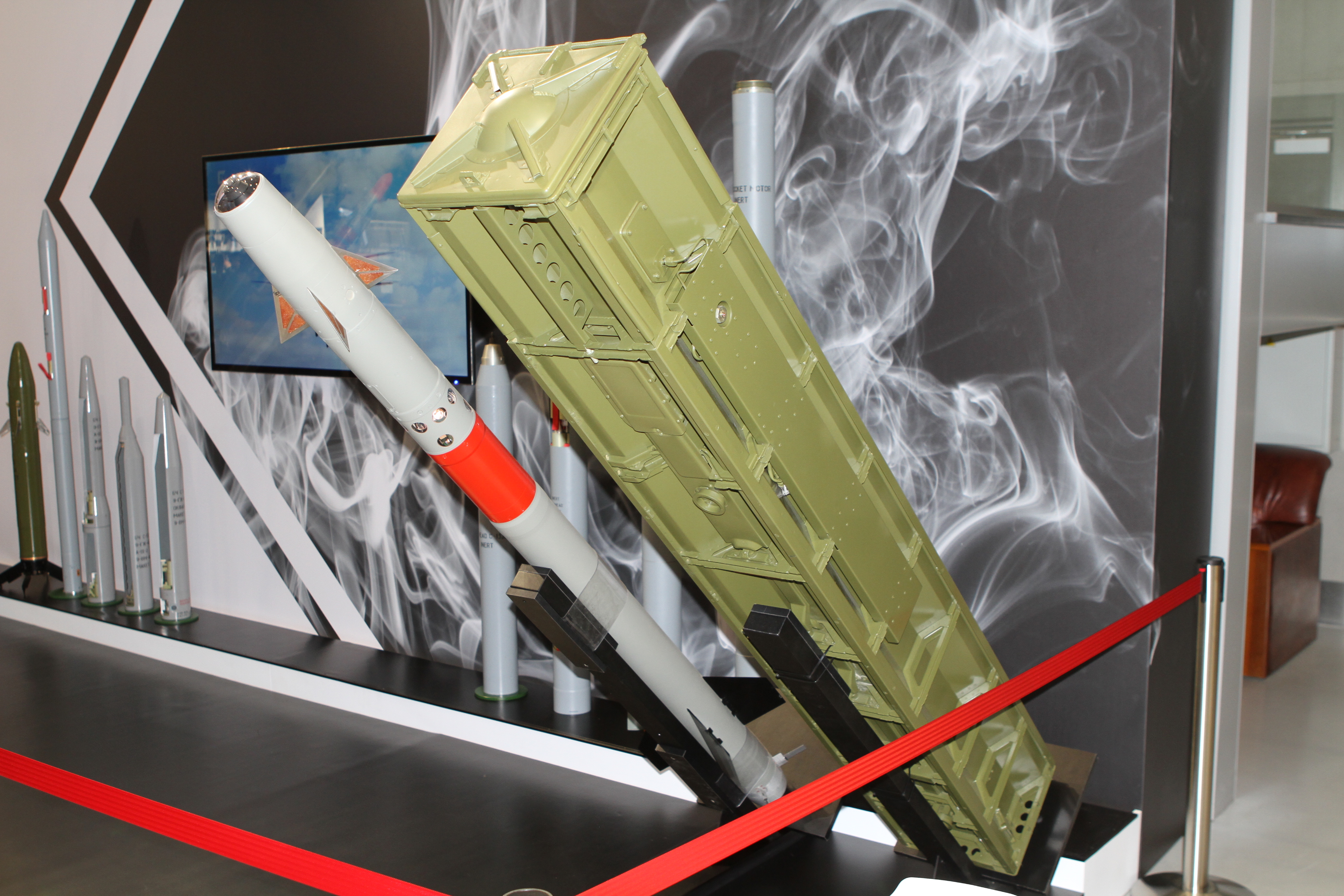
Ракета 9М333 на МВТФ «Армия-2021».

Новая зенитная управляемая ракета для комплексов «Стрела-10», также как и 9М37 выполнена по аэродинамической схеме «утка». Ракета оснащена двигателем повышенной эффективности и транспортно-пусковым контейнером. Также ракета имеет новую головку самонаведения, автопилот и боевую часть. Новая головка самонаведения имеет три режима работы, помимо инфракрасного и фотоконтрастного, имеется помеховый режим. Автопилот обеспечивает более устойчивую работу головки самонаведения и контура управления ракетой. Новая боевая часть имеет массу 5 кг (вместо 3 кг на зенитной управляемой ракете 9М37). Повышена вероятность поражения целей за счёт увеличения разрывного заряда, длины и сечения поражающих элементов. Длина ракеты увеличена до 2,23 м. Как и ракеты 9М37, ракета 9М333 может использоваться всеми модификациями комплекса «Стрела-10».

## Боевое применение
- Война в Персидском заливе. 15 февраля 1991 года, в ходе операции «Буря в пустыне», иракские ЗРК «Стрела-10» сбили одного за другим два американских штурмовика A-10 Thunderbolt II.[16]
- Вооружённый конфликт на востоке Украины, использовался обеими сторонами конфликта[17][18]
- Гражданская война в Сирии — Сирийские арабские силы ПВО отразили ракетный удар США, Британии и Франции в 2018 году. Всего, ЗРК «Стрела-10» было выпущено 5 ракет, поражено три цели[19]. Министерство обороны США опровергает эти заявления, согласно данным Пентагона, ПВО Сирии не смогли перехватить ни одной ракеты или самолёта[20].
- Вторая Карабахская война. Не менее 3 ЗРК «Стрела-10» армянских вооружённых формирований было уничтожено турецкими ударными БПЛА Bayraktar TB2, находящихся на вооружении Азербайджана[21][22].
- Вторжение России на Украину. Применяется обеими сторонами[23].
- Мятеж ЧВК «Вагнер». Применялась силами ЧВК «Вагнер»

## Операторы

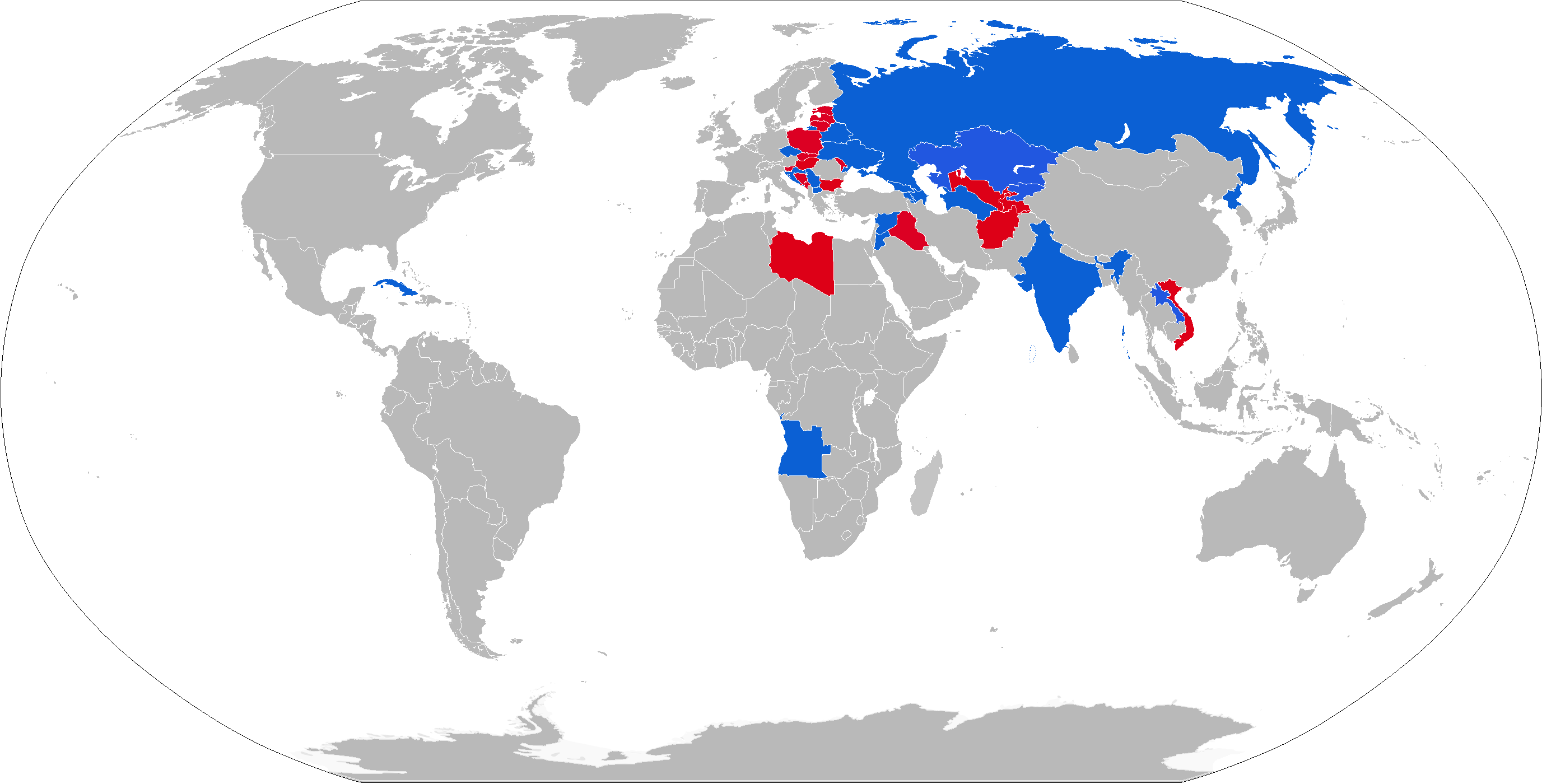
Операторы ЗРК «Стрела-10». Синим цветом — находятся на вооружении. Красным — сняты с вооружения

- Азербайджан — 54 9К35 по состоянию на 2021 год[24]
- Беларусь — 24 9К35 по состоянию на 2021 год[25]
- Вьетнам — несколько партий 9К35 куплены в кредит в 1989 году, по состоянию на 2022 год остаются на вооружении как средство обороны военных аэродромов и аэропорта Нойбай. Местное обозначение Tổ hợp tên lửa A-89 (Ракетный комплекс образца '89 года).
- Грузия — некоторое количество 9К35М, по состоянию на 2021 год[26]
- Индия — 250 9К35 по состоянию на 2022 год[27]
- Иордания — 92 9К35 по состоянию на 2021 год[28]
- Казахстан — не менее 12 9К35 по состоянию на 2021 год[29][30]
- КНДР — копия 9К35 производилась под обозначением 년식 자행화승총 10형 (Самоходный комплекс с ракетным вооружением, Образец-10)[31] с 1976 по 2013 годы.
- Куба — 40 9К35 по состоянию на 2021 год[32]
- Лаос — 3 9К35 по состоянию на 2021 год[33][32]
- Российская Федерация:
  - Сухопутные войска — 390 9К35М3 «Стрела-10М3» по состоянию на 2024 год[34]
  - Береговые войска — 40 9К35 «Стрела-10» по состоянию на 2024 год[35]
  - Воздушно-десантные войска — 30 «Стрела-10МН» по состоянию на 2024 год[36]
- Сербия — 5 9К35М по состоянию на 2024 год[37]
- Северная Македония — 8 9К35 по состоянию на 2024 год[38]
- Сирия — 30 9К35 по состоянию на 2021 год[39]
- Туркмения — 13 9К35М по состоянию на 2021 год[40]
- Украина — 75+ 9К35 по состоянию на 2021 год[41]
- Хорватия — 3 9К35 «Стрела-10М3» и 6 9К35 «Стрела-10CRO» по состоянию на 2024 год[42]
- Чехия — 16 9К35, по состоянию на 2021 год[43][44]. Всего 52 унаследовано от Чехословакии.[32]

#### Непризнанные и частично признанные республики
- Республика Абхазия — несколько 9К35 по состоянию на 2007 год[45]
- Южная Осетия — несколько 9К35 по состоянию на 2007 год[45]
- Донецкая Народная Республика — некоторое количество 9К35 по состоянию на 2021 год[46]
- Луганская Народная Республика — некоторое количество 9К35 по состоянию на 2018 год[47]

### Статус неизвестен
- Армения — 48 9К35 по состоянию на 2016 год[48]

### Сняты с вооружения
- Ангола — 10 9К35, оцениваются как небоеспособные, по состоянию на 2021 год[49]
- Афганистан — некоторое количество SA-13 Gopher, по состоянию на 2010 год[50]
- Босния и Герцеговина — 1 9К35М3 по состоянию на 2018 год[51]
- Йемен:
  - Сухопутные войска Йемена — некоторое количество 9К35 по состоянию на 2012 год[52]
  - Войска ПВО Йемена — некоторое количество 9К35 по состоянию на 2012 год[52]
- Ливия — некоторое количество 9К35 по состоянию на 2012 год[53]
- Словакия — 48 9К35 по состоянию на 2018 год[54]

## Изображения

Боевая машина 9А34 на занятиях с военнослужащими 4-й отдельной гвардейской танковой бригады
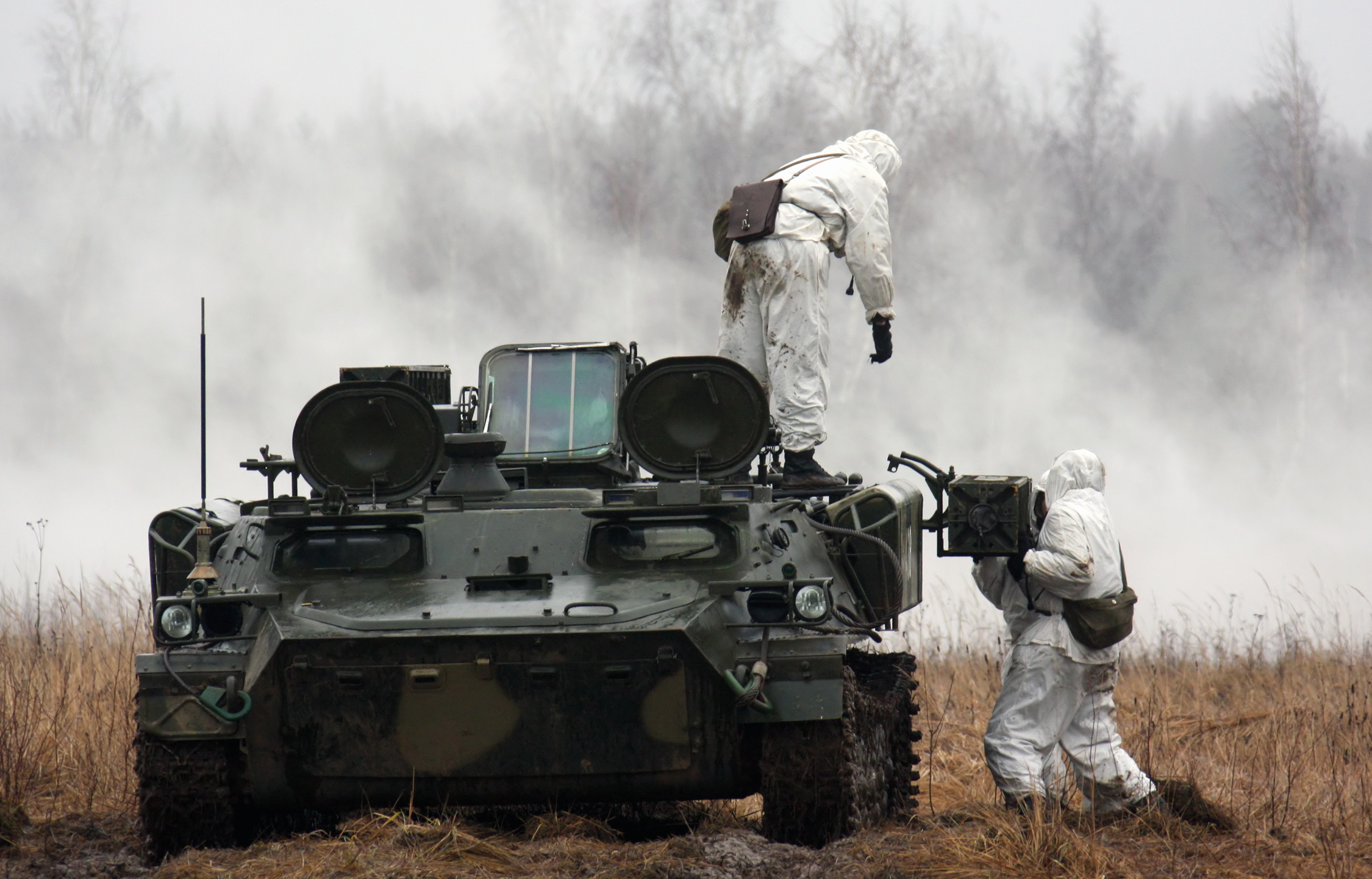
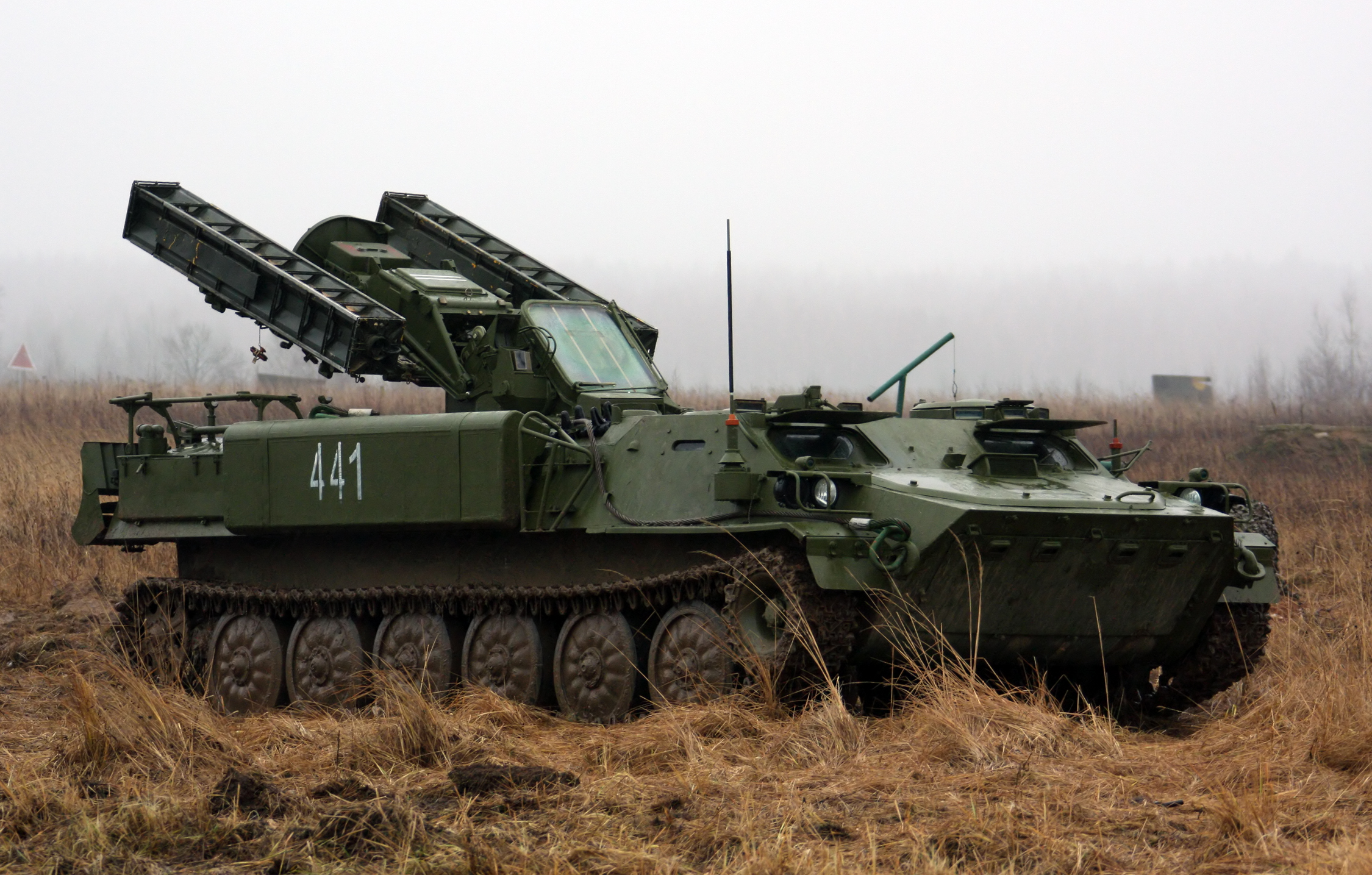
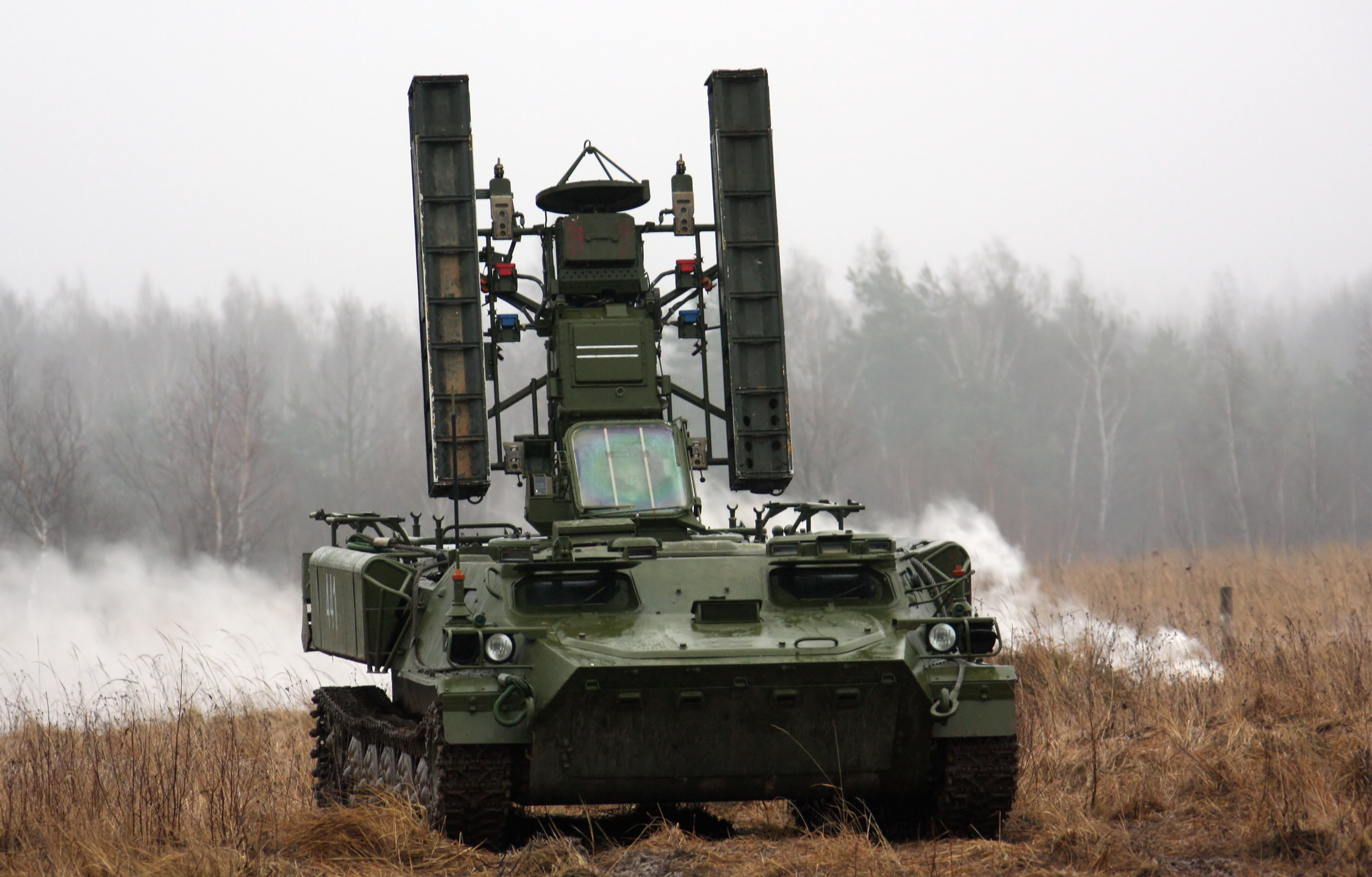
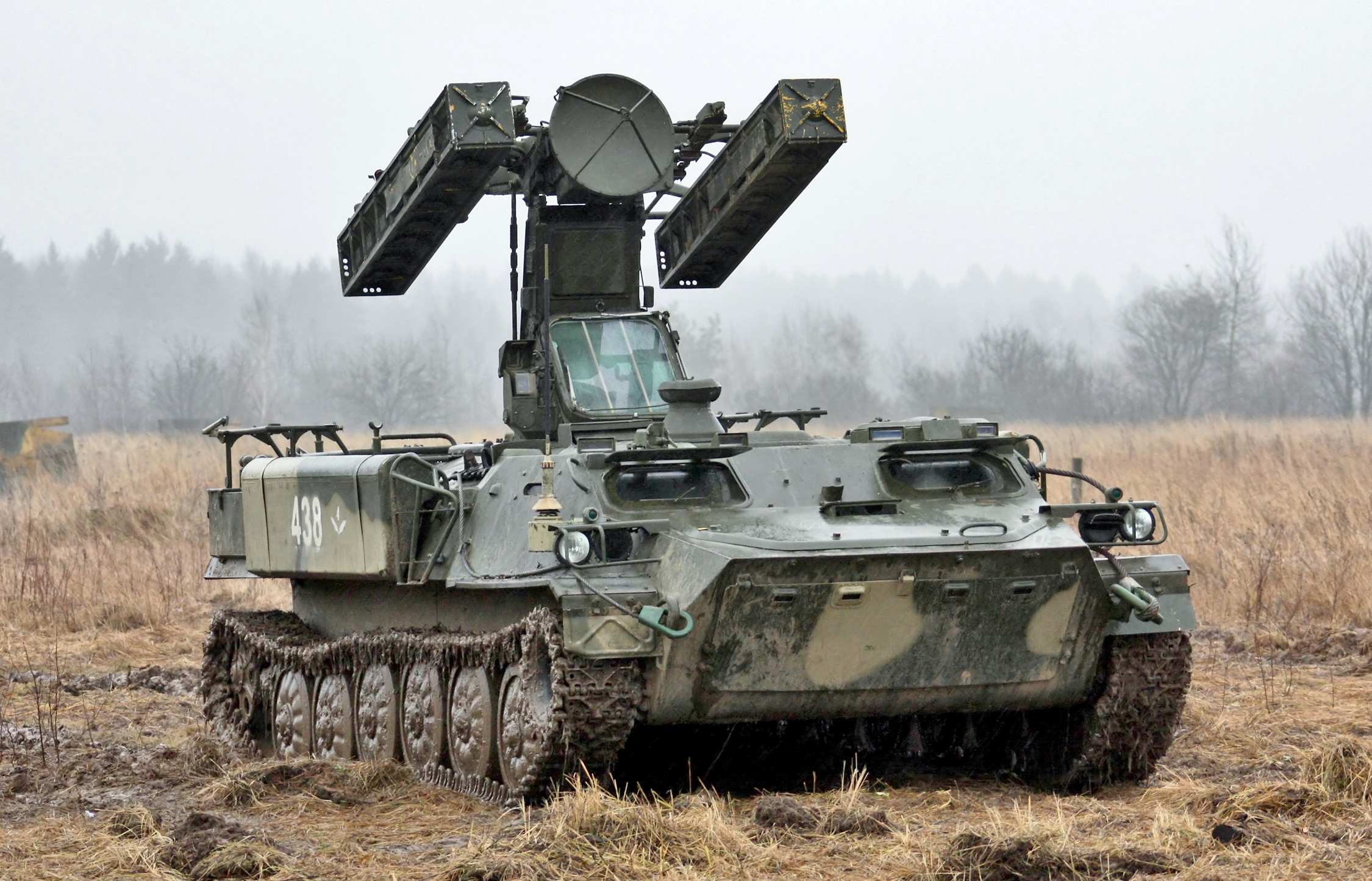
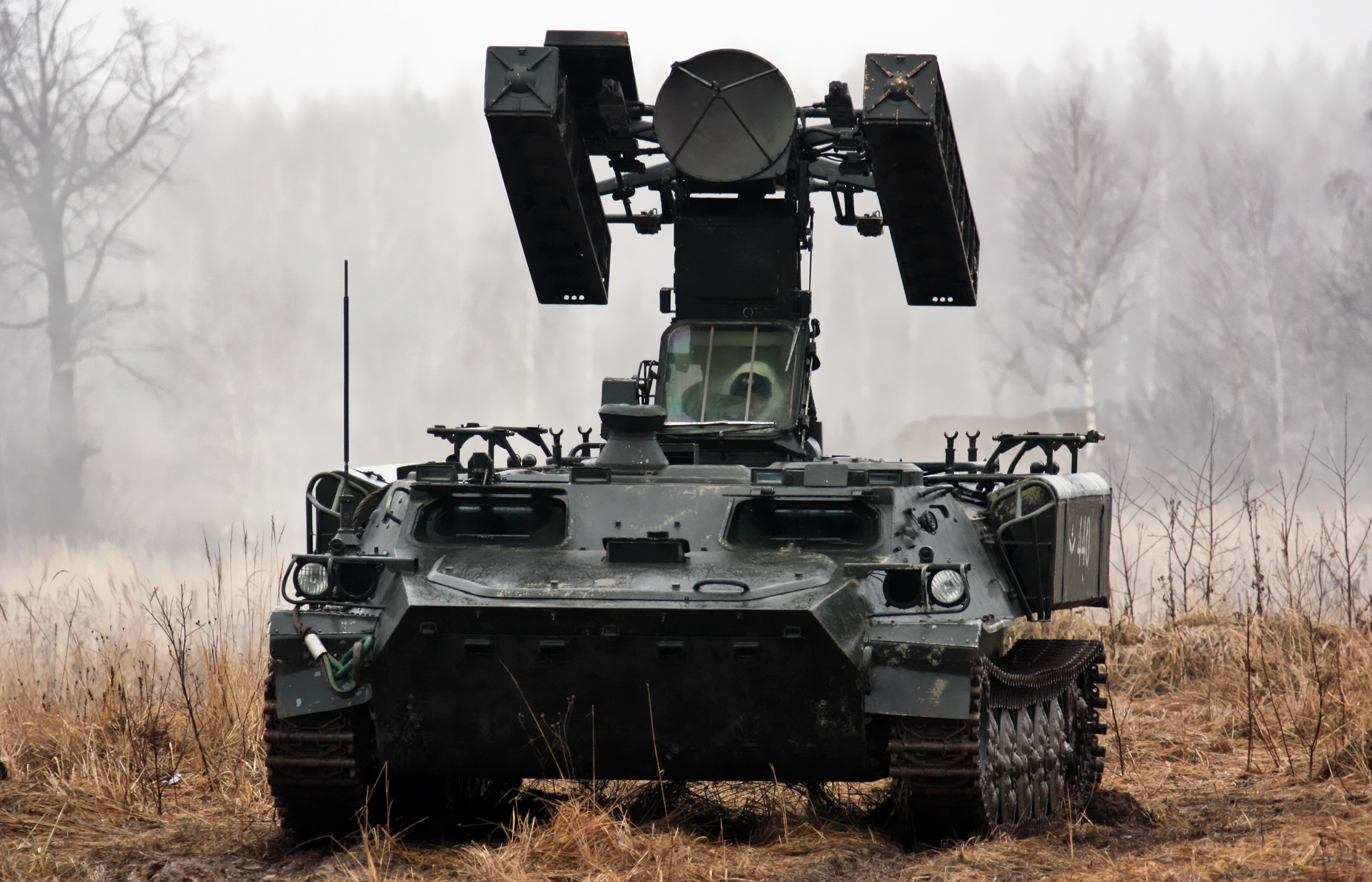
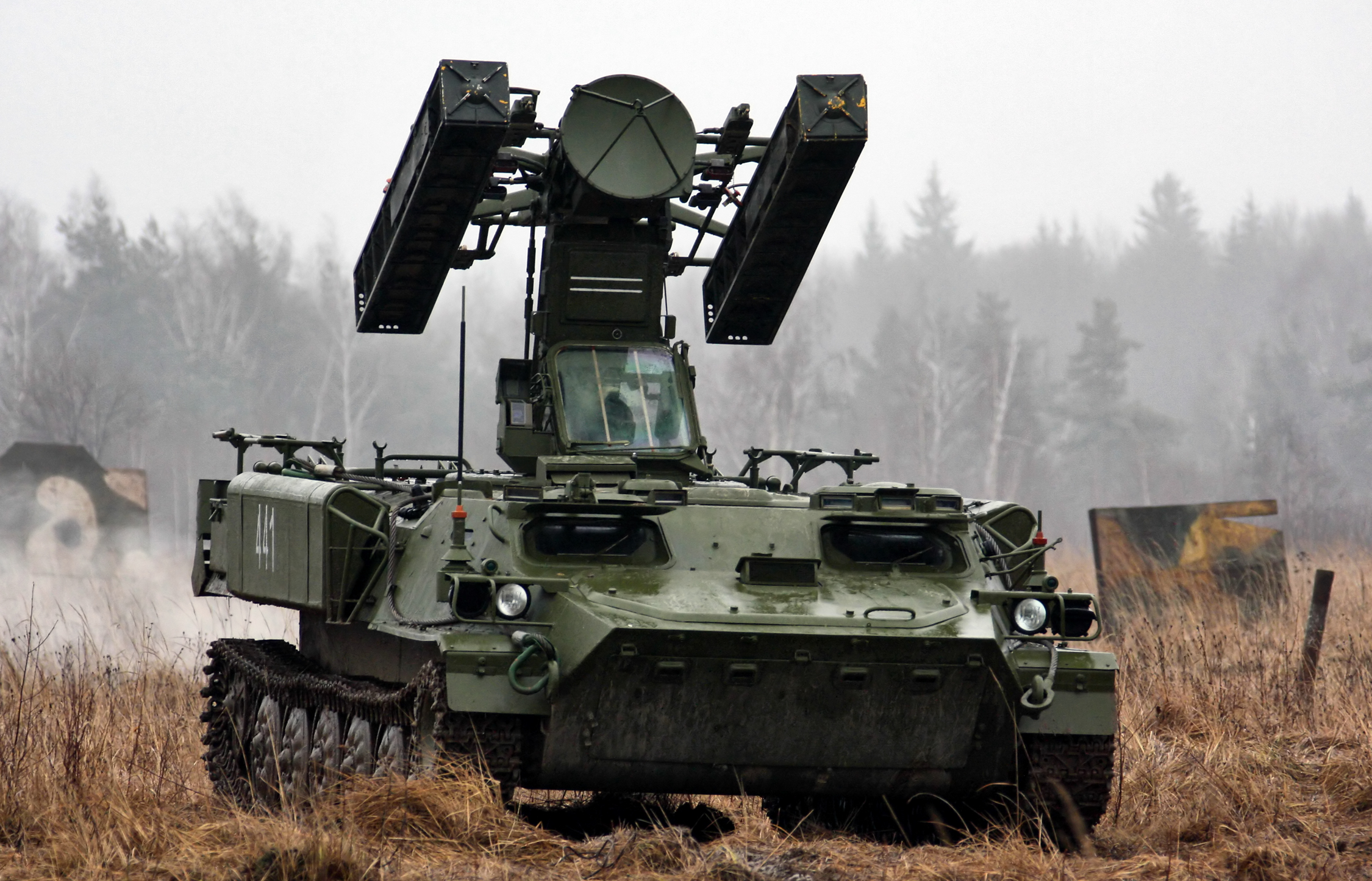